# Callipallene amaxana
Callipallene amaxana là một loài nhện biển trong họ Callipallenidae. Loài này thuộc chi Callipallene. Callipallene amaxana được miêu tả khoa học năm 1933 bởi Ohshima.